# Via Venaissia
La véloroute Via Venaissia est un aménagement cyclable d'une longueur de 45 km situé en France, dans le département de Vaucluse, qui utilise l'emprise de l'ancienne ligne ferroviaire de Fontaine-de-Vaucluse à Orange. Elle tient son nom de la région traversée, le Comtat Venaissin.

## Description
Cette véloroute, dont le premier tronçon a été inauguré en 2014, serpente à l'ouest des Dentelles de Montmirail. Elle emprunte le parcours de la ligne ferroviaire Orange-Carpentras-L'Isle sur la Sorgue aujourd'hui désaffectée et aménagée en voie verte par le Conseil départemental de Vaucluse. La piste cyclable est protégée avec des barrières ou des plots de protection aux entrées et des indications de direction tout au long du parcours. Environ 130 000 cyclistes empruntent la véloroute Via Venaissia chaque année (comptage 2018). Les infrastructures sont réalisées par le Département de Vaucluse et suivies et prises en charge par le « Syndicat de la Via Venaissia ». L'animation technique est assurée par le CAUE de Vaucluse (Conseil d'architecture d'urbanisme et de l'environnement).
La visite virtuelle de la véloroute est actuellement disponible entre Carpentras et Loriol-du-Comtat :

## Itinéraire
- Orange : près du théâtre antique
- Orange : ancien centre équestre du 1er régiment étranger de cavalerie
- Ancienne gare de Jonquières
- Traversée de l'Ouvèze
- Croisement de la RD21
- Ancienne Gare de Sarrians - Montmirail
- Ancienne gare de Loriol-du-Comtat/Aubignan
- Arrivée dans Carpentras à 600 m de la gare SNCF
- Ancienne gare de Pernes-les-Fontaines
- Velleron

## Travaux et prolongement
Les travaux ont démarré en 2010. Le premier tronçon, Jonquières-Sarrians (7 km), a été ouvert en 2014, pour un coût de 1 800 000 d'euros. Un second tronçon, ouvert en 2016, poursuit la véloroute à partir de Sarrians et rejoint le village de Loriol-du-Comtat, pour un tracé complémentaire de 4 km (coût prévu : 700 000 euros),. En 2018 la voie atteint Carpentras et permet de rejoindre sa gare SNCF.
En 2021, le Conseil Départemental de Vaucluse a lancé les travaux d'aménagements de la section entre Pernes-les-Fontaines et Velleron, ainsi que la  prolongation jusqu'à Orange au nord. Un plan d'ensemble prévoit de relier, à terme, la ViaRhôna à Orange et la Véloroute du Calavon, au sud.

## Financement
Le financement est partagé entre plusieurs structures : État, région Sud, département de Vaucluse, syndicat de la Via Venaissia.

### Pour la section Jonquières - Carpentras
pour un total de 5 075 851 €
- État : 130 000 €
- région Sud : 1 521 682 €
- département de Vaucluse : 3 236 202 €
- syndicat de la Via Venaissia : 187 967 €

### Pour la section Carpentras - Velleron
pour un total 3 833 662 €, dont :
- région Sud : 1 580 000 €
- département de Vaucluse :977 375 €

## Sorties
En provenance de Jonquières, direction Carpentras, puis Velleron.
- Sortie 1 (intersection) - Jonquières Centre, Courthézon (aire de stationnements possible)
- Sortie 2 - Jonquières Est, Les Sablons
- Sortie 3 (intersection) - Sarrians Les Tours
- Sortie 4 (intersection) - Sarrians Ouest
- Sortie 5 (intersection) - Pied Card
- Sortie 6 (intersection) - Tourreau
- Sortie 7 - Gare de Sarrians (aire de stationnements possible)

Intersection dangereuse entre la D21 et la Via Venaissia
- Sortie 8 - Sainte Croix, Zone Commerciale Intermarché, Sarrians Est
- Sortie 9 - Loriol Nord, Patiol
- Sortie 10 - Loriol Centre, Loriol Est, Le Degay, Mourre de l'Eouze. Pour Aubignan, la sortie 10 est conseillée aux cyclistes. Une route moins fréquentée dessert la ville sans faire de détour.
- Sortie 11 - Gare d'Aubignan - Loriol, Aubignan Ouest
- Sortie 12 - Serres, Loriol-Est
- Sortie 13 - Connexion avec le Canal de Carpentras
- Sortie 14 - Monteux, Loriol-Tarentelles
- Sortie terminus (Avenue des Frères Mille) - Carpentras-Centre, Gare TER de Carpentras (aire de stationnements possible)

Liaison entre Carpentras et Velleron en cours de réalisation.
- Départ - au bout du parking de la gare SNCF de Carpentras
- Sortie - Avenue de Saint Gens, vers le marché-gare de Carpentras

## Patrimoine accessible depuis lavéloroute
- Château de Tourreau, à Sarrians : Monument historique inscrit, du XVIIIe siècle, actuellement maison d'hôtes et domaine vinicole ;
- Le centre ville de Carpentras, et ses monuments historiques ;
- Domaine dit La Terre de Causans, à Jonquières : Ensemble immobilier du XVIe siècle, réaménagé à la Renaissance, inscrit au titre des monuments historiques ;
- Pont-aqueduc des Cinq-Cantons, entre Loriol-du-Comtat et Carpentras, ouvrage du Canal de Carpentras, inscrit au titre des monuments historiques ;
- Château de Talaud, à Loriol-du-Comtat, Monument historique inscrit, du XVIIIe siècle, actuellement maison d'hôtes et domaine vinicole ;

## Pour en savoir plus